# セルゲイ・ハリトーノフ
セルゲイ・ハリトーノフ（ロシア語: Сергей Xаритoнoв, ラテン文字転写: Sergei Kharitonov、1980年8月18日 - ）は、ロシアの男性総合格闘家、キックボクサー。ソビエト連邦アルハンゲリスク州出身。PRIDEヘビー級グランプリ2004ベスト4。リャザン高等空挺指揮学校（士官学校）卒業。

## 来歴
ソビエト連邦ロシア・ソビエト連邦社会主義共和国アルハンゲリスク州プレセツクで生まれた。音楽学校に入学し、アコーディオンを専門に学び卒業。士官学校のリャザン高等空挺指揮学校を卒業後、ロシア空挺軍のパラシュート部隊第106親衛空挺師団に所属した。
11歳ごろからボクシングを始め、16歳からコンバットサンボを始めた。そして、リャザン高等空挺指揮学校時代に総合格闘技と近接格闘術を始め、卒業後、ロシアン・トップチームからエメリヤーエンコ・ヒョードルのスパーリングパートナーとして呼ばれると、ヒョードルから総合格闘技の様々なテクニックを学んだ。

### 総合格闘技
2003年10月5日、PRIDE 武士道にてPRIDEデビュー。ジェイソン・信長と対戦し、腕ひしぎ十字固めで一本勝ち。
2004年2月1日、PRIDE.27でLA・ジャイアントと対戦し、腕ひしぎ十字固めで一本勝ち。
2004年4月25日、PRIDE GRANDPRIX 2004 開幕戦のヘビー級グランプリ1回戦でムリーロ・ニンジャと対戦し、KO勝ち。
2004年6月20日、PRIDE GRANDPRIX 2004 2nd ROUNDのヘビー級グランプリ2回戦でセーム・シュルトと対戦。マウントを奪ったハリトーノフは、脚を使ってさらにシュルトの動きを封じ、マウントパンチと鉄槌打ちを振り下ろしTKO勝ちを収めた。
2004年8月15日、PRIDE GRANDPRIX 2004 決勝戦のヘビー級グランプリ準決勝でアントニオ・ホドリゴ・ノゲイラと対戦。試合のペースを掴まれ判定負け。
2005年6月26日、PRIDE GRANDPRIX 2005 2nd ROUNDでペドロ・ヒーゾと対戦し、膝蹴りでダウンを奪い、追撃のサッカーボールキックとパウンドでKO勝ち。
2005年8月20日、リングス・ロシアの重鎮であるニコライ・ズーエフが立ち上げたリングス・エカテリンブルクの旗揚げ戦に参戦。フランスのピーター・ムルダーに腕ひしぎ十字固めで一本勝ち。
2005年10月23日、PRIDE.30でファブリシオ・ヴェウドゥムと対戦し、2-1の判定勝ち。
2006年2月26日、PRIDE.31でアリスター・オーフレイムと対戦。試合開始直後にテイクダウンされた際に肩を脱臼し、サイドポジションからの膝蹴りの連打で自身初のTKO負け。
2006年9月10日、PRIDE 無差別級グランプリ 2006 決勝戦において、かつての同門であるエメリヤーエンコ・アレキサンダーと対戦し、パウンドでTKO負けを喫し、2006年に入ってから2連敗となった。
2007年2月24日、PRIDE.33でマイク・ルソーと対戦。腕ひしぎ十字固めで一本勝ち。
2007年、ロシアン・トップチームを離れ、ゴールデン・グローリーに加入。移籍とともにHERO'Sへの参戦を表明。
2007年9月17日、HERO'S 2007 ミドル級世界王者決定トーナメント決勝戦でアリスター・オーフレイムと再戦し、パンチによるTKOで勝利しリベンジを果たした。なお、この試合のみゴールデン・グローリーではなく、クラブ・ヴォルク・ハンの所属となっていた。
2009年4月5日、DREAM.8でジェフ・モンソンと対戦し、ノースサウスチョークで一本負け。
2010年12月31日、Dynamite!! 〜勇気のチカラ2010〜で水野竜也と対戦し、右膝蹴りでダウンを奪ったところにパウンドで追撃しKO勝ちを収めた。
2011年2月12日、Strikeforce初参戦となったStrikeforce: Fedor vs. Silvaで行なわれたワールドグランプリ1回戦でアンドレイ・アルロフスキーと対戦し、右フックでダウンを奪ったところにパウンドで追撃し、KO勝ちを収めた。
2011年9月10日、Strikeforce: Barnett vs. Kharitonovのワールドグランプリ準決勝でジョシュ・バーネットと対戦し、肩固めで一本負け。

### キックボクシング
2009年12月5日、K-1ルール初参戦となったK-1 WORLD GP 2009 FINALのリザーブファイトでダニエル・ギタと対戦し、右ローキックでKO負け。この試合はハリッド"ディ・ファウスト"の怪我による欠場で緊急参戦となった。
2010年10月2日、K-1 WORLD GP 2010 IN SEOUL FINAL16のスーパーファイトで佐藤匠と対戦し、1RKO勝ち。K-1ルールでの初勝利となった。
2011年5月28日、United GLORY 14マイティ・モーに1RKO勝ち。
2012年からはキックボクシングの試合をメインに活動するようになった。2012年3月23日、United GLORY 15にてマーク・ミラーに1RKO勝ち。
2012年12月31日、DREAM.18 & GLORY 4にてGLORY GRAND SLAMヘビー級トーナメント2012の1回戦でリコ・ベホーベンに判定負け。
2013年10月12日、GLORY 11 Chicagoにてマイクスジムのダニエル・サムに3-0の判定勝ち。
2013年12月21日、GLORY 13 TOKYOにてジェロム・レ・バンナと対戦し、3度ダウンを奪い判定勝ち。

### ボクシング
2000年からアマチュアボクシングのキャリアを開始。
2003年にタジキスタン代表として中央アジア大会に出場。銀メダルを獲得し、アテネオリンピックの出場権を獲得した。しかし開催時期が重なったPRIDE GRANDPRIX 2004の出場を優先して、アテネオリンピックの出場は断念した。
2004年にアジア選手権に出場。ハリトーノフが出場したスーパーヘビー級は優勝者のみがアテネオリンピックの出場権を獲得できたが、決勝で敗れ、銀メダルを獲得した。同年、ロシア選手権に出場し、決勝まで進出するも、怪我のため決勝に出場できず準優勝に終わった。
2020年9月11日、プロボクシングデビュー戦でダニー・ウィリアムズと対戦し、2RKO勝ちを収めた。
　　

## ファイトスタイル
バックボーンはコンバットサンボ、ボクシング。特にボクシングは、アマチュアボクシングで中央アジア大会やアジア選手権、ロシア選手権で準優勝した実績を持つ。

## 人物・エピソード
- プロ格闘家になった後も、ロシア空挺軍のパラシュート部隊第106親衛空挺師団に所属するなど、現役の軍人として2010年代後半に退任するまでロシア軍に所属し、最高階級は大尉だった。PRIDE時代は、ロシア軍最強兵士、死神落下傘などの異名を持ち、入場時に、空挺師団の軍服を着用していた。
- 父親がボクシングのトレーナーで、幼少の頃から軽い手ほどきを受けていた。母親はバレーボールのコーチ。
- 兄弟は弟（アナトリー）が1人いてセコンドである。
- 秘密主義者で、自分の練習内容や作戦を絶対に明かそうとしない。口癖は「シークレットだ」「それは次の試合で明らかになる」「私が作戦を全て明かすのは、引退して年金生活者になった時だ」。
- 2020年11月13日、モスクワのルジニキ・スタジアムで知人の総合格闘家アダム・ヤンディエフにブラスナックル（メリケンサック）で殴打され、左眼窩底と鼻骨を骨折。ヤンディエフに総額200万ルーブル（約230万円）を貸したものの、返済されないという金銭トラブルが対立の原因だったという。その後、11月24日にヤンディエフの謝罪をハリトーノフが受け入れ和解し、両者が和解の握手を交わす動画が投稿された[6][7][8]。

## 戦績

### 総合格闘技
| 総合格闘技 戦績 | 総合格闘技 戦績 | 総合格闘技 戦績 | 総合格闘技 戦績 | 総合格闘技 戦績 | 総合格闘技 戦績 | 総合格闘技 戦績 |
| --------------- | --------------- | --------------- | --------------- | --------------- | --------------- | --------------- |
| 45 試合         | (T)KO           | 一本            | 判定            | その他          | 引き分け        | 無効試合        |
| 34 勝           | 23              | 9               | 2               | 0               | 0               | 2               |
| 9 敗            | 4               | 4               | 1               | 0               | 0               | 2               |

| 勝敗 | 対戦相手                           | 試合結果                             | 大会名                                                                                 | 開催年月日     |
| ○    | タイロン・スポーン                 | 2R 2:55 TKO（パウンド）              | Eagle FC 44                                                                            | 2022年1月28日  |
| ○    | ファビオ・マルドナド               | 1R 3:28 KO（スタンドパンチ連打）     | MFP Parus Fight Championship                                                           | 2021年11月6日  |
| ×    | シーク・コンゴ                     | 2R 4:59 リアネイキドチョーク         | Bellator 265: Kongo vs. Kharitonov                                                     | 2021年8月20日  |
| ○    | オリ・トンプソン                   | 1R 2:50 KO（右ストレート）           | MFP Parus Fight Championship                                                           | 2020年11月7日  |
| ○    | フェルナンド・ロドリゲス・ジュニア | 2R 0:08 KO（右ストレート）           | World Total Kombat Federation 5                                                        | 2020年2月23日  |
| ×    | リントン・ヴァッセル               | 2R 3:15 TKO（パウンド）              | Bellator 234: Kharitonov vs. Vassell                                                   | 2019年11月15日 |
| ○    | マット・ミトリオン                 | 2R 1:24 TKO（左膝蹴り→パウンド）     | Bellator 225: Mitrione vs. Kharitonov 2                                                | 2019年8月24日  |
| -    | マット・ミトリオン                 | 1R 0:15 ノーコンテスト（ローブロー） | Bellator 215: Mitrione vs. Kharitonov                                                  | 2019年2月15日  |
| ○    | ロイ・ネルソン                     | 1R 4:59 TKO（膝蹴り）                | Bellator 207: Mitorione vs. Bader                                                      | 2018年10月12日 |
| -    | アントン・ヴァジギン               | 2R 0:20 ノーコンテスト（アイポーク） | M-1 Challenge 92: Kharitonov vs. Vyazigin                                              | 2018年5月24日  |
| ○    | ジョーイ・ベルトラン               | 3R終了 判定 3-0                      | FightSpace                                                                             | 2018年2月26日  |
| ○    | ジェロニモ・ドス・サントス         | 1R 2:13 アキレス腱固め               | M-1 Challenge 81: Battle In The Mountains 6                                            | 2017年7月22日  |
| ○    | ソクジュ                           | 1R 0:40 KO（右ストレート→パウンド）  | M-1 Challenge 80: Kharitonov vs. Sokoudjou                                             | 2017年6月15日  |
| ○    | チェイス・ゴームリー               | 1R 3:55 KO（スタンドパンチ連打）     | Bellator 175: Rampage vs. King Mo 2                                                    | 2017年3月31日  |
| ×    | ハビー・アヤラ                     | 1R 0:16 KO（右フック）               | Bellator 163: McGeary vs. Davis                                                        | 2016年11月4日  |
| ○    | ケニー・ガーナー                   | 1R 4:11 TKO（パンチ連打）            | M-1 Challenge 59: Battle of Nomads 5                                                   | 2015年7月3日   |
| ○    | ケニー・ガーナー                   | 3R 2:01 TKO（ドクターストップ）      | M-1 Challenge 53: Battle in the Celestial Empire                                       | 2014年11月25日 |
| ○    | タイラー・イースト                 | 2R 2:54 TKO（パンチ連打）            | Tech-Krep Fighting Championship: Prime                                                 | 2014年3月21日  |
| ○    | アレクセイ・クジン                 | 2R 4:56 TKO（パンチ連打）            | M-1 Challenge 43                                                                       | 2013年11月15日 |
| ○    | ジョン・デルガド                   | 1R 0:34 キーロック                   | Russian MMA Championship                                                               | 2012年6月1日   |
| ×    | ジョシュ・バーネット               | 1R 4:28 肩固め                       | Strikeforce: Barnett vs. Kharitonov 【ワールドグランプリ ヘビー級トーナメント 準決勝】 | 2011年9月10日  |
| ○    | アンドレイ・アルロフスキー         | 1R 2:49 KO（右フック→パウンド）      | Strikeforce: Fedor vs. Silva 【ワールドグランプリ ヘビー級トーナメント 1回戦】         | 2011年2月12日  |
| ○    | 水野竜也                           | 1R 1:25 KO（パウンド）               | Dynamite!! 〜勇気のチカラ2010〜                                                        | 2010年12月31日 |
| ×    | ジェフ・モンソン                   | 1R 1:42 ノースサウスチョーク         | DREAM.8 ウェルター級グランプリ2009 開幕戦                                              | 2009年4月5日   |
| ○    | ジミー・アンブリッツ               | 1R 2:15 ギブアップ（パウンド）       | DREAM.6 ミドル級グランプリ2008 決勝戦                                                  | 2008年9月23日  |
| ○    | アリスター・オーフレイム           | 1R 4:21 TKO（右ジャブ）              | HERO'S 2007 ミドル級世界王者決定トーナメント決勝戦                                     | 2007年9月17日  |
| ○    | マイク・ルソー                     | 1R 3:46 腕ひしぎ十字固め             | PRIDE.33 "THE SECOND COMING"                                                           | 2007年2月24日  |
| ×    | エメリヤーエンコ・アレキサンダー   | 1R 6:45 TKO（レフェリーストップ）    | PRIDE 無差別級グランプリ 2006 決勝戦 【無差別級グランプリ リザーブマッチ】             | 2006年9月10日  |
| ×    | アリスター・オーフレイム           | 1R 5:13 TKO（グラウンドの膝蹴り）    | PRIDE.31 Dreamers                                                                      | 2006年2月26日  |
| ○    | ファブリシオ・ヴェウドゥム         | 3R（10分/5分/5分）終了 判定2-1       | PRIDE.30 STARTING OVER                                                                 | 2005年10月23日 |
| ○    | ピーター・ムルダー                 | 1R 腕ひしぎ十字固め                  | Rings Russia: CIS vs. The World                                                        | 2005年8月20日  |
| ○    | ペドロ・ヒーゾ                     | 1R 2:02 KO（パウンド）               | PRIDE GRANDPRIX 2005 2nd ROUND                                                         | 2005年6月26日  |
| ○    | チェ・ム・ベ                       | 1R 3:24 TKO（スタンドパンチ連打）    | PRIDE.29 SURVIVAL                                                                      | 2005年2月20日  |
| ×    | アントニオ・ホドリゴ・ノゲイラ     | 2R（10分/5分）終了 判定0-3           | PRIDE GRANDPRIX 2004 決勝戦 【ヘビー級グランプリ 準決勝】                              | 2004年8月15日  |
| ○    | セーム・シュルト                   | 1R 9:19 TKO（マウントパンチ）        | PRIDE GRANDPRIX 2004 2nd ROUND 【ヘビー級グランプリ 2回戦】                            | 2004年6月20日  |
| ○    | ムリーロ・ニンジャ                 | 1R 4:14 KO（スタンドパンチ連打）     | PRIDE GRANDPRIX 2004 開幕戦 【ヘビー級グランプリ 1回戦】                               | 2004年4月25日  |
| ○    | LA・ジャイアント                   | 1R 1:23 腕ひしぎ十字固め             | PRIDE.27 TRIUMPHAL RETURN                                                              | 2004年2月1日   |
| ○    | ジェイソン・信長                   | 1R 2:25 腕ひしぎ十字固め             | PRIDE 武士道                                                                           | 2003年10月5日  |
| ×    | マーティン・マルカシャン           | 1R 4:45 膝十字固め                   | Legion Fight Black Sea Cup 2003                                                        | 2003年5月18日  |
| ○    | ダヴィド・シュヴェリーゼ           | 1R 1:00 ギブアップ                   | Tournament of Real Men 8 【決勝】                                                      | 2003年2月20日  |
| ○    | オズマンリ・ヴァガボフ             | 1R 0:47 ギブアップ                   | Tournament of Real Men 8 【1回戦】                                                     | 2003年2月20日  |
| ○    | ローマン・サヴォチカ               | 1R 3:11 TKO（腕の負傷）              | Brilliant 2: Yalta's Brilliant 2000 【決勝】                                           | 2000年8月11日  |
| ○    | ヴィアシェスラフ・コレスニク       | 1R 1:26 TKO（パンチ）                | Brilliant 2: Yalta's Brilliant 2000 【準決勝】                                         | 2000年8月11日  |
| ○    | ザミール・シルガバイェフ           | 1R 2:43 ギブアップ（パンチ連打）     | Brilliant 2: Yalta's Brilliant 2000 【1回戦】                                          | 2000年8月11日  |

### キックボクシング
| キックボクシング 戦績 | キックボクシング 戦績 | キックボクシング 戦績 | キックボクシング 戦績 | キックボクシング 戦績 | キックボクシング 戦績 | キックボクシング 戦績 |
| --------------------- | --------------------- | --------------------- | --------------------- | --------------------- | --------------------- | --------------------- |
| 11 試合               | (T)KO                 | 判定                  | その他                | 引き分け              | 無効試合              |                       |
| 7 勝                  | 5                     | 2                     | 0                     | 0                     | 0                     |                       |
| 4 敗                  | 2                     | 2                     | 0                     | 0                     | 0                     |                       |

| 勝敗 | 対戦相手                         | 試合結果                        | 大会名                                                                                   | 開催年月日     |
| ○    | フレデリック・シニストラ         | 2R TKO                          | Zhara Fight Show                                                                         | 2018年5月30日  |
| ○    | アンダーソン・ブラドック・シルバ | 2R 2:50 TKO                     | W5 Grand Prix - Rematch 【W5ヘビー級王座決定戦】                                         | 2014年10月11日 |
| ×    | アンダーソン・ブラドック・シルバ | 3R終了 判定0-3                  | Glory 16: Denver                                                                         | 2014年5月3日   |
| ○    | ジェロム・レ・バンナ             | 3R終了 判定3-0                  | GLORY 13: TOKYO                                                                          | 2013年12月21日 |
| ○    | ダニエル・サム                   | 3R終了 判定3-0                  | GLORY 11: Chicago                                                                        | 2013年10月12日 |
| ×    | リコ・ベホーベン                 | 2分2R終了 判定0-5               | DREAM.18 & GLORY 4 〜大晦日 SPECIAL 2012〜 【GRAND SLAM ヘビー級トーナメント2012 1回戦】 | 2012年12月31日 |
| ○    | マーク・ミラー                   | 1R 1:59 KO（右フック）          | United Glory 15                                                                          | 2012年3月23日  |
| ○    | マイティ・モー                   | 1R 1:59 KO（アッパーカット）    | United Glory 14: 2010-2011 World Series Finals                                           | 2011年5月28日  |
| ×    | シング・心・ジャディブ           | 1R 2:58 KO（右フック）          | K-1 WORLD GP 2010 FINAL 【スーパーファイト】                                             | 2010年12月11日 |
| ○    | 佐藤匠                           | 1R 2:30 KO（右フック→左膝蹴り） | K-1 WORLD GP 2010 IN SEOUL FINAL16                                                       | 2010年10月2日  |
| ×    | ダニエル・ギタ                   | 3R 0:36 KO（右ローキック）      | K-1 WORLD GP 2009 FINAL 【リザーブファイト】                                             | 2009年12月5日  |

### ボクシング
| 戦           | 日付          | 勝敗 | 時間    | 内容 | 対戦相手             | 国籍     | 備考           |
| ------------ | ------------- | ---- | ------- | ---- | -------------------- | -------- | -------------- |
| 1            | 2020年9月11日 | 勝利 | 2R 2:25 | TKO  | ダニー・ウィリアムズ | イギリス | プロデビュー戦 |
| テンプレート |               |      |         |      |                      |          |                |

## 獲得タイトル
総合格闘技
- Brilliant 2 優勝（2000年）
- Tournament of Real Men 8 優勝（2003年）

キックボクシング
- W5ヘビー級王座（2014年）

アマチュアボクシング
- 中央アジア大会 準優勝（2003年）
- アジア選手権 準優勝（2004年）
- ロシア選手権 準優勝（2004年）

## 表彰
- ボクシング 国際スポーツマスター